# Râul Homorodul Vechi
Râul Homorodul Vechi este un braț al Râul Homorod, Olt (Dumbrăvița) între localitățile Satu Nou și Feldioara. 